# Sindibád: Legenda sedmi moří
Legenda sedmi moří, anglicky Sinbad: Legend of the Seven Seas, je americko-maďarský pohádkově laděný fantasy snímek z roku 2003 režiséra Tima Johnsona studia DreamWorks Animation. Jde o animovaný film v žánru romanticko-dobrodružné komedie vyprávějící o fiktivní cestě legendárního starověkého mořeplavce Sindibáda za starořeckou bohyní sváru a války Eris, která v antických Syrakusách úmyslně ukradla posvátnou a kouzelnou Knihu smíru, která zdejšímu státnímu společenství zajišťovala klid a mír. Tuto cestu Sindibád podniká proto, aby zachránil svého nejlepšího přítele, syrakuského prince, který se za něj zaručil svým životem. Cestu s ním podnikne i krásná princova snoubenka princezna Marina, do které se Sindibád během cesty zamiluje a ona jeho lásku posléze opětuje. Marina nakonec prince na jeho popud opustí a plaví se po mořích společně se Sindibádem.

## Obsazení
| Brad Pitt               | kapitán Sindibád        |
| Catherine Zeta-Jonesová | princezna Marina        |
| Michelle Pfeifferová    | bohyně Eris             |
| Joseph Fiennes          | syrakusky princ Proteus |
| Dennis Haysbert         | Kale                    |
| Adriano Giannini        | Krysa                   |
| Timothy West            | syrakuský král Dymas    |
| Jim Cummings            | Luca                    |
| Conrad Vernon           | Jed                     |
| Raman Hui               | Jin                     |